# Climat du Brésil

Carte climatique du Brésil, selon la classification de Köppen.

La grande majorité du Brésil se situe en zone tropicale, ce qui explique pourquoi le climat de savane est dominant. Les climats sont différents du Nord au Sud. On retrouve le climat équatorial, le climat tropical humide, le climat semi-aride, le  climat tempéré d'altitude et le climat subtropical humide.

## Répartition

### Le climat équatorial de l'Amazonie
Le climat est équatorial dans l'Amazonie(code Af dans la classification de Köppen), il fait à la fois chaud et humide toute l'année.

### La mousson amazonienne
Le climat de mousson est présent au nord du Brésil (code Am dans la classification de Köppen). Pendant la saison humide il y a beaucoup de pluies et la saison sèche est présenté mais peu marquée.

### Le plateau intérieur
Il est de type climat tropical de savane, avec une saison sèche et une saison humide. Le code Aw représente ce climat dans la classification de Köppen.

### Le climat semi-aride
Il est présent au nord-est, au Nordeste avec le code BSh dans la classification de Köppen.

### Le climat tempéré
Il est présent sous deux formes : le climat tempéré subtropical du sud du Brésil car le tropique est un peu plus loin (code Cfa dans la classification de Köppen) et le climat tempéré d'altitude (codes Cwa ou Cfb dans la classification de Köppen).

## Températures

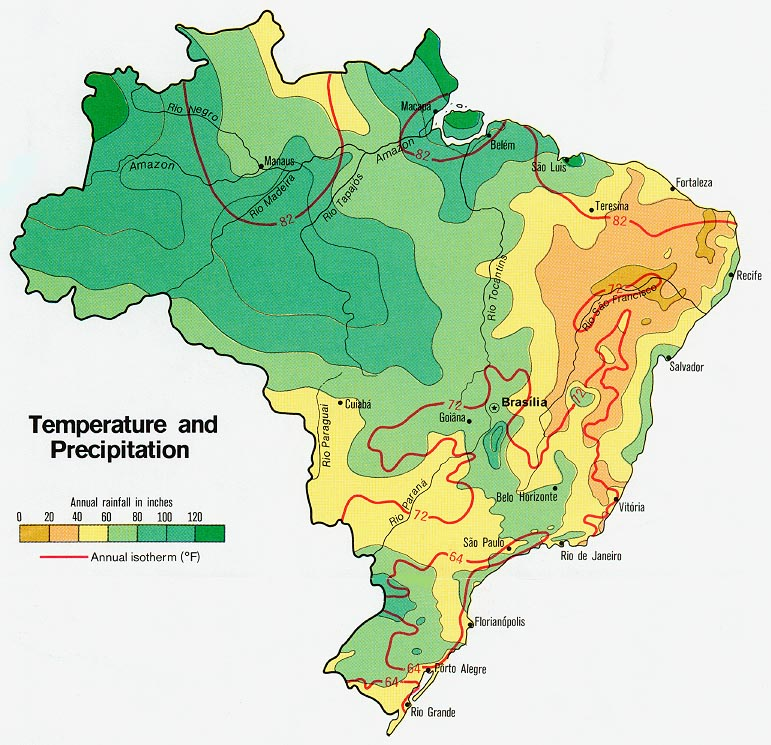
Températures et précipitations.

La température moyenne annuelle dépasse 22 °C, sauf au sud et en altitude. 

### Le nord
Le thermomètre grimpe à plus de 25 °C dans les régions équatoriales du nord. L'amplitude thermique est faible.

### De l'Amazonie au tropique
Dans cette région, les écarts thermiques sont plus élevés entre une saison très chaude et une saison plus fraîche.
Les températures à Belo Horizonte et Brasília sont modérées avec leur altitude.
Rio de Janeiro, Recife ou Salvador, sur la façade atlantique, ont un climat chaud, avec des températures moyennes autour de 25 °C malgré les courants marins qui adoucissent le climat. La région du Nordeste, connue pour ses sécheresses, est la plus chaude du pays. Durant la saison sèche (mai à novembre) les températures peuvent parfois dépasser 38 °C.

### Au sud du tropique

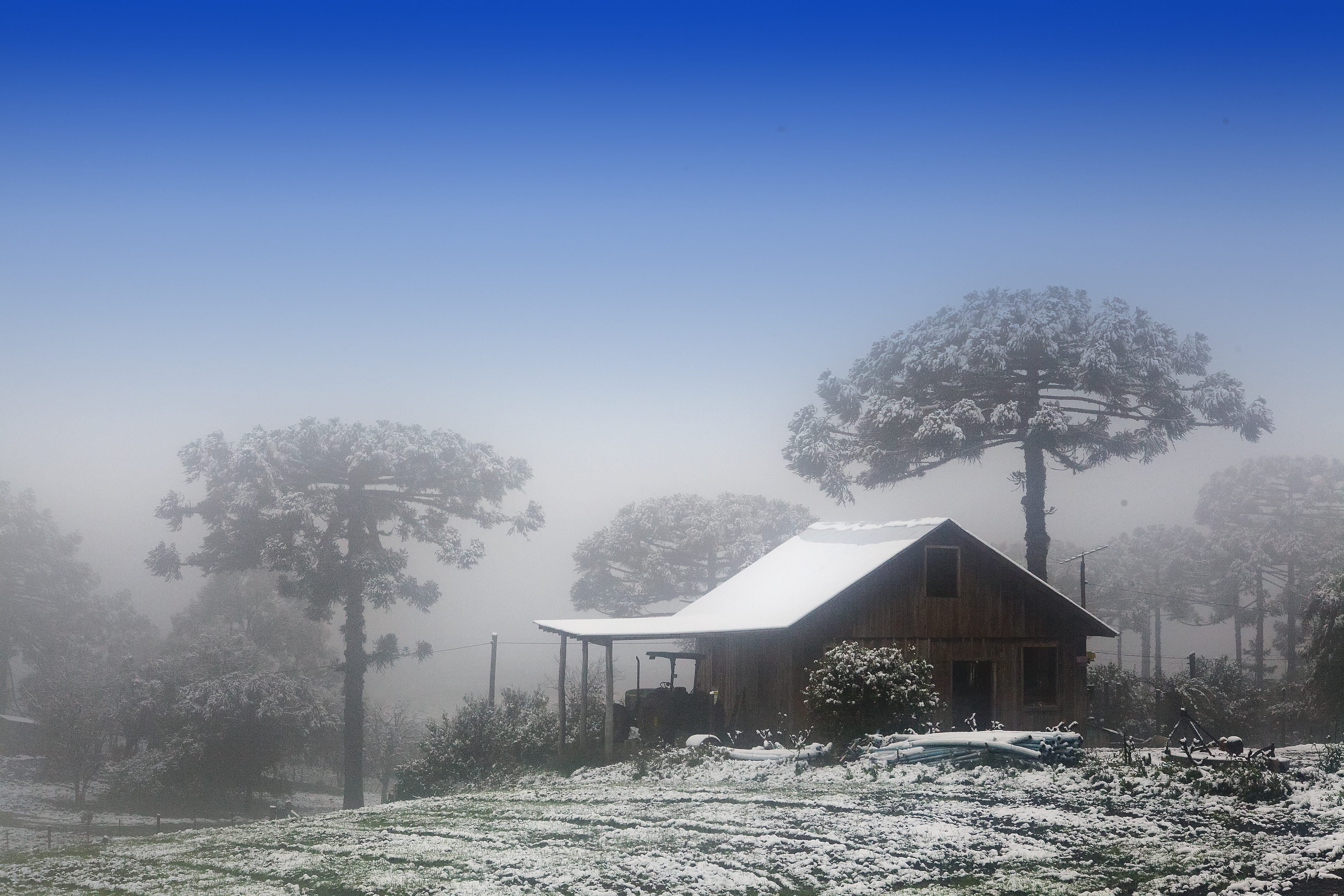
Neige à Caxias do Sul en hiver.

Seul le sud du Brésil connaît une température moyenne annuelle inférieure à 20 °C mais elle est peu représentative car l'été est chaud (températures supérieures à 23- 24 °C) et l'hiver est frais avec des températures moyennes parfois en dessous de 15 °C, voire de 13 °C. Des coups de froid peuvent se produire et il est possible d'avoir des températures négatives et des chutes de neige et des gelées avec brouillards.

## Précipitations
La pluviométrie est très inégale au Brésil. 

### Les zones bien arrosées
L'Amazonie ainsi que les plaines sur la côte sont bien irriguées (près de 2 000 mm par an). Cette région connaît cependant une saison relativement sèche qui dure de trois à cinq mois.

### Le plateau intérieur
Saison sèche (mai à novembre) et saison humide (décembre à avril) alternent. Cette région reçoit environ 1 200 mm par an.
Cependant un rare cas se produit sur la côte atlantique : la saison sèche se produit pendant les mois où le soleil est au plus haut (en été). La saison humide a lieu pendant les mois où il fait frais, de mars à septembre.

### Le Nordeste semi-aride
La pluviosité est plutôt faible (moins de 1 000 mm) et très irrégulière, on ne peut pas distinguer les saisons sèches et humides contrairement au climat tropical. C'est la région la plus sèche du Brésil. Il y a parfois plusieurs années de sécheresse consécutives. Selon la classification de Köppen, le climat est semi-aride si les précipitations annuelles sont comprises entre 50 % et 100 % de l'évaporation annuelle.

### Le sud
La saison humide a lieu l'hiver, la saison sèche l'été comme sur le littoral. On y retrouve également une partie du couloir des tornades sudaméricaines, l'un des plus actifs au monde.

## Exemples

### Le climat équatorial
| Mois                              | jan. | fév. | mars | avril | mai  | juin | jui. | août | sep. | oct. | nov. | déc. | année |
| --------------------------------- | ---- | ---- | ---- | ----- | ---- | ---- | ---- | ---- | ---- | ---- | ---- | ---- | ----- |
| Température minimale moyenne (°C) | 22,1 | 22,2 | 22,4 | 21,8  | 22,6 | 22,1 | 21,7 | 21,7 | 21,7 | 21,6 | 21,9 | 22   | 21,9  |
| Température maximale moyenne (°C) | 30,9 | 30,5 | 30,4 | 30,8  | 31,3 | 31,7 | 31,7 | 32,1 | 32,1 | 32,2 | 32,3 | 31,9 | 31,4  |
| Précipitations (mm)               | 346  | 417  | 436  | 360   | 304  | 140  | 152  | 131  | 140  | 116  | 111  | 216  | 2 889 |

### Le climat de mousson
| Mois                              | jan.  | fév.  | mars  | avril | mai   | juin  | jui. | août | sep. | oct.  | nov. | déc.  | année   |
| --------------------------------- | ----- | ----- | ----- | ----- | ----- | ----- | ---- | ---- | ---- | ----- | ---- | ----- | ------- |
| Température minimale moyenne (°C) | 23,1  | 23,1  | 23,2  | 23,3  | 23,3  | 23    | 22,7 | 23   | 23,5 | 23,7  | 23,7 | 23,5  | 23,3    |
| Température moyenne (°C)          | 26,1  | 26    | 26,1  | 26,3  | 26,3  | 26,4  | 26,5 | 27   | 27,5 | 27,6  | 27,3 | 26,7  | 26,6    |
| Température maximale moyenne (°C) | 30,5  | 30,4  | 30,6  | 30,7  | 30,8  | 31    | 31,3 | 32,6 | 32,9 | 32,8  | 32,1 | 31,3  | 31,4    |
| Précipitations (mm)               | 260,1 | 288,3 | 313,5 | 300,1 | 256,3 | 113,6 | 87,5 | 57,3 | 83,3 | 125,7 | 183  | 216,9 | 2 286,2 |

### Le climat de savane
| Mois                              | jan. | fév. | mars | avril | mai  | juin | jui. | août | sep. | oct. | nov. | déc. | année |
| --------------------------------- | ---- | ---- | ---- | ----- | ---- | ---- | ---- | ---- | ---- | ---- | ---- | ---- | ----- |
| Température minimale moyenne (°C) | 23,3 | 23,5 | 23,3 | 21,9  | 20,4 | 18,7 | 18,4 | 18,9 | 19,2 | 20,2 | 21,4 | 22,4 | 21    |
| Température moyenne (°C)          | 26,3 | 26,6 | 26   | 24,4  | 22,8 | 21,8 | 21,3 | 21,8 | 22,2 | 22,9 | 24   | 25,3 | 23,8  |
| Température maximale moyenne (°C) | 30,1 | 30,2 | 29,4 | 27,8  | 26,4 | 25,2 | 25   | 25,5 | 25,4 | 26   | 27,4 | 28,6 | 27,3  |
| Précipitations (mm)               | 130  | 120  | 130  | 100   | 70   | 50   | 40   | 40   | 60   | 80   | 90   | 130  | 1 090 |

### Le climat semi-aride
| Mois                              | jan. | fév. | mars  | avril | mai  | juin | jui. | août | sep. | oct. | nov. | déc. | année |
| --------------------------------- | ---- | ---- | ----- | ----- | ---- | ---- | ---- | ---- | ---- | ---- | ---- | ---- | ----- |
| Température minimale moyenne (°C) | 21,8 | 21,7 | 19,2  | 20,5  | 21,7 | 20,2 | 20,5 | 19,5 | 21   | 22,7 | 22,1 | 22,7 | 21,13 |
| Température maximale moyenne (°C) | 32,8 | 31   | 31,9  | 31    | 29,2 | 28,4 | 29,1 | 30,2 | 32   | 34   | 27   | 23,7 | 30,86 |
| Précipitations (mm)               | 78,3 | 87,3 | 140,6 | 117,4 | 32,9 | 18,6 | 11,6 | 12   | 3,5  | 3,6  | 4,4  | 7,2  | 517,4 |
| Humidité relative (%)             | 57   | 61   | 67    | 67    | 67   | 66   | 65   | 59   | 53   | 48   | 49   | 54   | 59,42 |

### Le climat subtropical humide
| Mois                              | jan. | fév. | mars | avril | mai  | juin | jui. | août | sep. | oct. | nov. | déc. | année |
| --------------------------------- | ---- | ---- | ---- | ----- | ---- | ---- | ---- | ---- | ---- | ---- | ---- | ---- | ----- |
| Température minimale moyenne (°C) | 18,7 | 18,8 | 18,2 | 16,3  | 13,9 | 12,3 | 11,7 | 12,8 | 13,9 | 15,3 | 16,5 | 17,8 | 14,5  |
| Température moyenne (°C)          | 22,2 | 22,4 | 21,7 | 19,8  | 17,4 | 16,3 | 15,8 | 17,1 | 17,9 | 19   | 20,2 | 21,2 | 18,5  |
| Température maximale moyenne (°C) | 27,4 | 28   | 27,3 | 25,1  | 23   | 22,8 | 22,8 | 23,3 | 23,9 | 24,8 | 25,9 | 26,3 | 24,5  |
| Précipitations (mm)               | 290  | 272  | 190  | 88    | 72   | 70   | 57   | 47   | 78   | 140  | 120  | 190  | 1 454 |

### Le climat tempéré d'altitude
| Mois                              | jan.  | fév.  | mars  | avril | mai  | juin | jui. | août | sep. | oct.  | nov.  | déc.  | année   |
| --------------------------------- | ----- | ----- | ----- | ----- | ---- | ---- | ---- | ---- | ---- | ----- | ----- | ----- | ------- |
| Température minimale moyenne (°C) | 18,6  | 18,4  | 18    | 15,7  | 12,2 | 9,1  | 8,2  | 10,1 | 13,1 | 16    | 17,6  | 18,2  | 14,6    |
| Température maximale moyenne (°C) | 29,5  | 30,1  | 30    | 28,6  | 27,1 | 26,1 | 26,1 | 28,9 | 28,6 | 29,7  | 29,2  | 28,7  | 28,55   |
| Précipitations (mm)               | 267,4 | 152,7 | 149,7 | 99,3  | 45,1 | 16,5 | 20,5 | 17,2 | 55,1 | 118,4 | 213,1 | 271,8 | 1 426,8 |
| Humidité relative (%)             | 83,2  | 22,8  | 81,9  | 82,9  | 83,2 | 81,3 | 78,8 | 73,8 | 22,9 | 76,1  | 80,3  | 84,8  | 66      |